# Султанат Наџд
Султанат Нaџд (арап. سلطنة نجد) је био од 1921. до 1926. други државни ентитет треће државе краљевине Хиџаз и Наџд (1926–1932) под династијом Сауд.

## Исторја
Овај државни ентитет треће саудијске државе настао је када се Абд ел-Азиз ибн Сауд, емир Емирата Ријад, прогласио за султана Наџда и његове околине. Разлог за промену из емирата у султанат било је освајање и анексија северне суседне територије Шамара 1921. године. Након што су се британске трупе повукле из краљевства Хиџаз 1923. године, Абд ел-Азиз ибн Сауд је напао то Хашимитско краљевство. Децембра 1925. хиџаске снаге су се предале. Ибн Сауд се прогласио краљем Хиџаза у јануару 1926; Исте године је од освојених територија формирао краљевину Хиџаз и Наџд из које је 1932. године настала данашња модерна Саудијска Арабија.
Наџд трупе у Меки заузеле су велике залихе поштанских маракица из Хиџаза, у марту 1925. године, које су прештампане на арапском за Султанат Наџд Пост 1343 и каталогизоване су као прве марке Султаната.